# Mariano Bielsa y Latre
Mariano Bielsa y Latre ( Berbegal, 1859 - ? ), conocido también como Chistavín de Berbegal, posiblemente el berbegalense más universal, fue un famoso andarín al que se le puede considerar como uno de los pioneros del deporte, no solo en Aragón sino en España. Su recuerdo prácticamente caído en el olvido de los años, fue recuperado por los escritores José Antonio Adell Castán y Celedonio García Rodríguez, quienes en su libro Chistavín, el andarín de Berbegal, recuperaron la singular historia de este famoso corredor pedestre que se convirtió en un héroe nacional con sus proezas. La que más fama le reportó fue la de derrotar a un andarín italiano llamado Achilles Bargossi del que se decía que estaba imbatido en una competición.
Se le describe en el diario madrileño La Época como un joven de 23 años, pelo rizado y piel morena, mentón saliente, delgado, de estatura mediana, y con una maliciosa sonrisita en sus labios. En aquella época el concepto de deporte todavía no se conocía como en la actualidad y los andarines no dejaban de ser corredores aficionados deseosos de demostrar sus cualidades o ganarse cuatro perrillas en las fiestas de los pueblos y en los retos con otros mozos. Pero de vez en cuando surgía alguno que destacaba sobremanera por sus cualidades atléticas innatas, como es el caso de Chistavín. Estas cualidades le venían de familia, pues en la familia de Mariano se tiene conocimiento de otros andarines, sobre todo de un hermano de su abuelo apodado el "andarín de Berbegal", que prestó sus servicios en la Guerra de la Independencia para el general Francisco Espoz y Mina. El abuelo de Chistavín se introducía entre los franceses haciéndose pasar por vendedor de tabaco, y recorría sus campamentos realizando incursiones de algunos días, algunas de hasta treinta leguas. Después regresaba al lado español e informaba al general de la situación del enemigo.
Mariano se aficionó de joven a las carreras de pollos o pollaradas, que se celebraban en la mayoría de pueblos cercanos al suyo, y ya con menos de veinte años competía y ganaba sus primeras carreras.
El 22 de octubre de 1882, en la plaza de toros de Zaragoza, compite contra un caballo y el italiano Achilles Bargossi, autodenominado el primer andarín del mundo, y también autoproclamado como imbatido, y apodado por la prensa como el hombre locomotora. Mariano le gana completando 81 vueltas a la plaza completando un total de 14 km y 600 metros en 43 minutos, siendo tratado por la prensa como un héroe nacional.

## Honores
- En Berbegal se celebra una carrera en su memoria llamada Memorial Mariano Bielsa El Chistavín.[3]